# Зелёнка (приток Катуни)
Зелёнка (в верховье Красненькая Зелёнка) — река в России, протекает по Усть-Коксинскому району Республики Алтай. Устье реки находится в 576 км от устья Катуни по левому берегу. Длина реки составляет 36 км.

## Бассейн
- 7 км: река без названия (лв)
- 24 км: Маралиха (лв)
  - 1 км: Громотуха (пр)
- 26 км: Татарка (лв)
  - 6 км: Поперечная Татарка (лв)

## Данные водного реестра
По данным государственного водного реестра России относится к Верхнеобскому бассейновому округу, водохозяйственный участок реки — Катунь, речной подбассейн реки — Бия и Катунь. Речной бассейн реки — (Верхняя) Обь до впадения Иртыша.